# Saarländische Staatskanzlei
Die saarländische Staatskanzlei ist der Amtssitz der saarländischen Ministerpräsidentin (aktuell Anke Rehlinger) und eine oberste Landesbehörde. Ebenfalls als Staatskanzlei wird das Gebäude bezeichnet, in dem die Behörde untergebracht ist.

## Leitung
Chef der Staatskanzlei und Bevollmächtigter des Saarlandes bei der Europäischen Union unter Ministerpräsidentin Anke Rehlinger (SPD) ist seit dem 26. April 2022 David Lindemann (SPD), in Nachfolge von Henrik Eitel (CDU), der unter dem vorherigen Ministerpräsidenten Tobias Hans (CDU) von 2019 bis 2022 die Staatskanzlei leitete. Seit April 2022 ist neben Lindemann Thorsten Bischoff (SPD) ebenfalls saarländischer Staatssekretär in der Staatskanzlei, zuständig für Medienpolitik und als Bevollmächtigter des Saarlandes beim Bund.

## Aufgaben
Die Staatskanzlei unterstützt den Ministerpräsidenten bei seinen Aufgaben. Dies sind gemäß der Verfassung des Saarlandes der Vorsitz in der Landesregierung und die Leitung ihrer Geschäfte, die Richtlinienkompetenz sowie die Vertretung des Landes nach außen. In der Staatskanzlei wird die Arbeit der einzelnen saarländischen Ministerien koordiniert.

## Organisationsstruktur
Dem Chef der Staatskanzlei unterstellt sind die Abteilungen
- „A“ für Organisation, Personal und Haushalt
- „B“ für Grundsatzfragen
- „C“ für Koordinierung
- „D“ für Presse- und Öffentlichkeitsarbeit
- „E“ für Europa, Frankreich und interregionale Zusammenarbeit

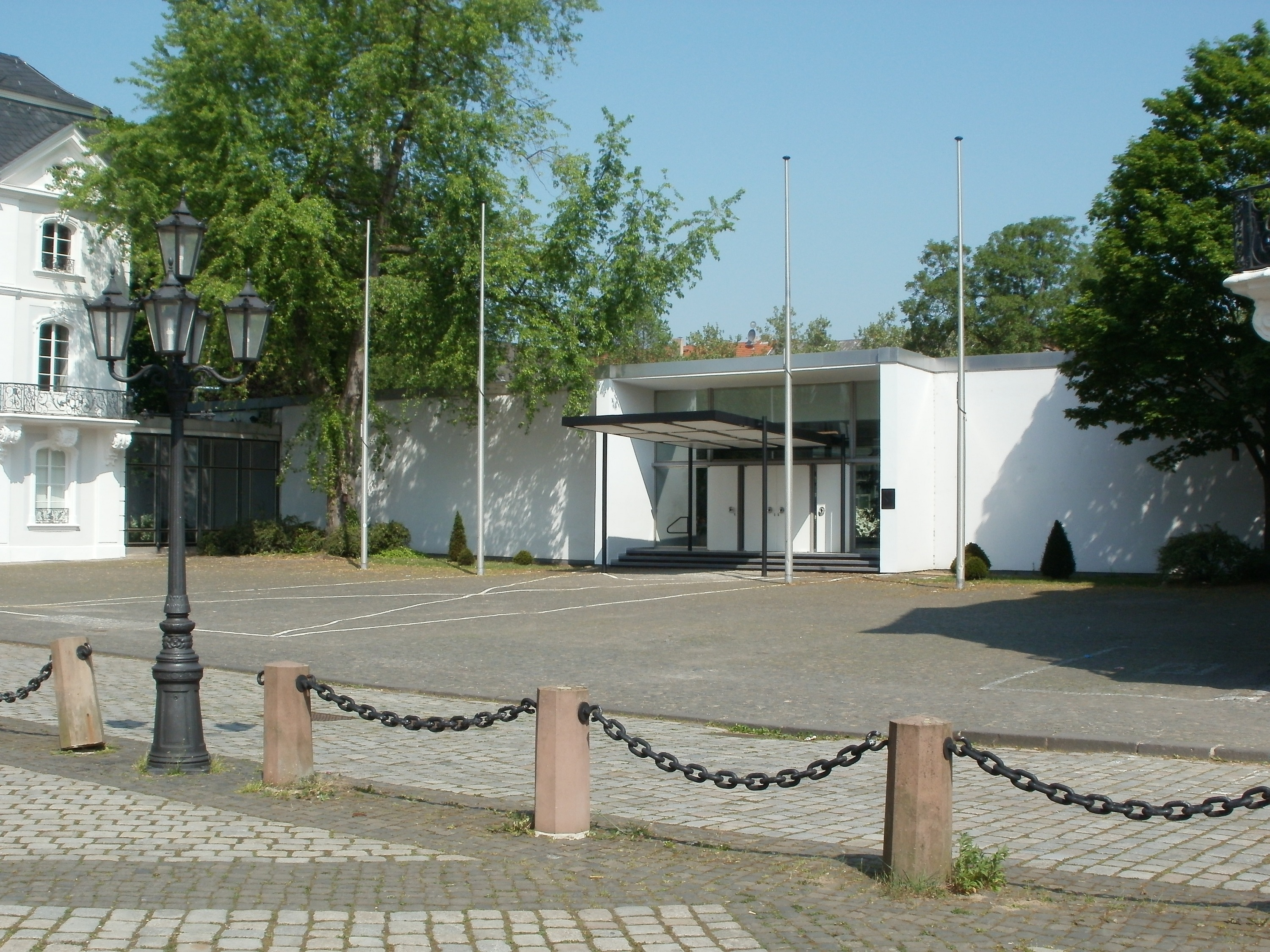
Haupteingang der Staatskanzlei

Zudem ist auch die Vertretung des Saarlandes beim Bund in der Staatskanzlei angeschlossen. 

## Sitz
Die Staatskanzlei ist seit September 1958 in einem in den 1950er Jahren errichteten Atriumbau am Ludwigsplatz in Saarbrücken untergebracht. Zuvor war der Sitz von 1945 bis 1948 in der Scheidterstraße 114 und danach in der Bismarckstraße in der „weißes Haus“ genannten Villa Rexroth. An der Stelle des weißen Hauses wurde später das Saarlandmuseum errichtet.